# Чорна Долина (урочище)
Чорна Долина  — урочище на території Херсонської області. На території урочища розташоване село Чорна Долина.

## Страта бранців
Урочище відоме тим, що у 1675 році кошовий отаман Іван Сірко, повертаючись з походу на Крим, вів 7000 звільнених із татарської неволі українців. На території Чорної долини деякі з них почали просити в отамана дозволу повернутися до Криму. Тоді Іван Сірко дозволив вибрати, кому йти на Україну, а кому залишитися. 4000 вирішили повернутися на Україну, а три тисячі — що краще повернутися в Крим. Сірко наказав усіх їх нагодувати, а потім одних залишив при собі, а інших відпустив у Крим. Але перед тим запитав їх, чому вони прагнуть назад у ханство. Ті відповіли, що у Криму в них є майно і господарство, і там їм буде краще жити, аніж в Україні, де у них нічого немає. Відпускаючи цих людей, кошовий ще до кінця не вірив, що вони справді підуть у Крим, і сподівався, що вони все-таки повернуть до України. Потім Сірко піднявся на могилу і довго дивився їм услід, аж поки їх не стало видно.
Тоді він врешті переконався у твердому намірі визволених земляків знову йти в Крим і наказав молодим козакам осідлати коней, наздогнати відпущених і всіх до одного нещадно порубати. Кошовий додав, що він негайно поїде слідом, аби переконатися, як виконано його наказ. Козаки здійснили веління Сірка. Трохи згодом кошовий прискакав туди, де виконувався його наказ. Коли Сірко пересвідчився, що його наказ здійснено, він подякував козакам. Потім до мертвих звернувся з такими словами: «Простіть нам, браття, а самі спіть тут до страшного суду Господнього замість того, щоб розмножаться вам у Криму між бусурманами на наші християнські молодецькі голови і на свою вічну без хрещення погибель». Після цього Сірко з козаками повернувся до війська і рушив на Запорожжя. 
Цей сюжет відомий з багатьох історичних джерел, зокрема Літопису Самійла Величка та праць Дмитра Яворницького. Був використаний у багатьох творах української літератури, зокрема, романі Юрія Мушкетика «Яса», п'єсі Анатолія Шияна «Де тирса шуміла», оповіданні Віктора Петрова «Помста», поемі Олекси Веретенченка «Чорна долина». За романом «Яса», 1990 року режисер Борис Шиленко зняв художній фільм «Чорна долина». У середині 1980-х на його основі Едуард Драч написав пісню «Із полону, з-під Ізмаїлу».

## Інші події
Крім того, 16 травня 1689 року на території Чорної Долини, під час кримського походу, об'єднане військо гетьмана Івана Мазепи і московського воєводи Василія Голіцина перемогли орду хана Селіма I Ґерая.
Під час російсько-турецької війни 1735—1739 років, у жовтні 1736 року татари перемогли тут козацькі полки  Семена Галецького.
У 1794 році після придушеного росіянами Турбаївського селянського повстання, російська влада переселили повсталих козаків із Турбаїв, що на Полтавщині, на територію Чорна Долина. Вони й заснували поселення, яке у 1827 році стало селом.